# Brian Riddell
Pour les articles homonymes, voir Riddell.
Brian Riddell est un homme politique provincial canadien de l'Ontario. Il est député provincial progressiste-conservateur de la circonscription ontarienne de Cambridge depuis 2022,,.